# Ladang Baro (Meukek)
Ladang Baro is een bestuurslaag in het regentschap Aceh Selatan van de provincie Atjeh, Indonesië. Ladang Baro telt 437 inwoners (volkstelling 2010).